# John Cale
John Davies Cale (Carmarthenshire, 9 marzo 1942) è un compositore, polistrumentista e produttore discografico gallese.
È noto principalmente come musicista rock (e in particolare per la militanza nello storico gruppo The Velvet Underground, che fondò insieme a Lou Reed negli anni sessanta), sebbene abbia esordito come musicista d'avanguardia e nel prosieguo della sua carriera abbia poi spaziato in altri ambiti musicali. È inoltre uno stimato produttore discografico, apprezzato per i suoi lavori con artisti come The Stooges, Nico, Patti Smith, Nick Drake e Jonathan Richman, e un compositore di colonne sonore.

## Biografia
John Cale nacque a Garnant nel Galles del sud, nella zona fortemente industrializzata del fiume Amman. Da piccolo parlava esclusivamente il gallese - a causa della forte influenza della nonna materna, che non gli permise di imparare l'inglese fino a quando non iniziò ad andare a scuola all'età di sette anni. Scoprendosi portato a suonare la viola, studiò musica al Goldsmiths College, University of London. Organizzò anche un piccolo concerto influenzato dalla corrente artistica Fluxus, A Little Festival of New Music, il 6 luglio 1963. Inoltre contribuì al cortometraggio Police Car e si interessò sempre di più alla nascente scena avant-garde. Successivamente, finita l'accademia, viaggiò attraverso gli Stati Uniti per continuare i suoi studi musicali e arricchire il suo bagaglio di esperienza, grazie all'aiuto e all'influenza di Aaron Copland.
Arrivato a New York, si incontrò con vari influenti compositori ed entrò in contatto con la "controcultura" della metropoli. Il 9 settembre 1963, insieme a John Cage e a molti altri, Cale partecipò a una maratona pianistica lunga diciotto ore che fu la prima rappresentazione integrale dell'opera di Erik Satie Vexations. Dopo la performance, Cale apparve in televisione nello show I've Got a Secret. Entrò poi a far parte dell'ensemble musicale diretto da La Monte Young, il Theatre of Eternal Music, conosciuto anche come The Dream Syndicate (da non confondersi con la band anni ottanta dallo stesso nome).

### I Velvet Underground
Nel 1965 conosce Lou Reed, che all'epoca lavorava come compositore su commissione di canzonette pop, e scopre di avere in comune con lui la passione per lo sperimentalismo e per il rock'n'roll.
Con lo stesso Reed (prima voce, chitarra), Sterling Morrison (basso e chitarra) e Angus MacLise (in seguito sostituito da Maureen Tucker) (Percussioni), forma i Velvet Underground; il loro primo disco (The Velvet Underground & Nico) viene pubblicato nel 1967, con la partecipazione della modella (ed in seguito cantante) Nico; questo rimane a tutt'oggi uno dei migliori album rock della storia.
Nel gruppo suonò, a seconda dei pezzi, viola elettrica, piano e basso, ma soprattutto spinse verso uno sperimentalismo che mischiato allo stile di Reed rese tipico il "suono" dei Velvet. I contrasti nel gruppo, probabilmente dovuti all'egocentrismo di Lou Reed (leader del gruppo), ruppero l'alchimia e portarono a un secondo disco (White Light/White Heat) dalle sonorità più acide, più "sporche" e ancora più sperimentali. Nel 1968, dopo la pubblicazione del secondo disco, Cale lasciò il gruppo (probabilmente estromesso da Lou Reed); i due lavori in studio successivi (The Velvet Underground e Loaded), registrati dalla band dopo la dipartita di Cale, riportano a linee melodiche più decifrabili (orecchiabili). Cale ha anche collaborato con Nico, Brian Eno e Terry Riley con i quali incise a partire dagli anni settanta vari album. Ha anche prodotto il primo, omonimo LP degli Stooges (nel 1969) e il primo di Patti Smith, Horses.
Cale suonò anche nel primo album solista di Nico del 1967, Chelsea Girl, disco che conteneva canzoni scritte dallo stesso Cale, da Reed e da Morrison, che suonarono anch'essi sull'album. Cale fece il suo debutto come paroliere nei brani Winter Song e Little Sister.
Nel 1968, John Cale sposò la stilista Betsey Johnson. Il matrimonio però ebbe vita breve e la coppia divorziò nel 1971.
Oltre ad apparire nei primi due album dei Velvet, Cale suonò l'organo nel brano Ocean durante le sedute di registrazione per il quarto disco del gruppo Loaded, quasi due anni dopo la sua uscita dalla band. Infatti era stato riportato in studio dal manager del gruppo Steve Sesnick in un estemporaneo tentativo di ricreare la formazione originale dei Velvet. Sebbene la versione del brano contenente il suo contributo non finì sulla versione finale dell'album, la registrazione demo di Ocean è stata poi inclusa nella ristampa ampliata del disco Loaded: Fully Loaded Edition del 1997. Infine, altre cinque canzoni inedite registrate da Cale quando ancora era un membro dei Velvet Underground tra il 1967 e il 1968, sono state incluse nelle raccolte di inediti VU (1985) e Another View (1986).

## La carriera solista
Dalla chiusura dell'esperienza con i Velvet, John Cale intraprese una buona carriera solista, alternando album rock a collaborazioni e musiche da film.

### Anni settanta
Dopo aver lasciato i Velvet Underground, Cale lavorò come produttore discografico per svariati album, compresi i dischi di Nico The Marble Index, Desertshore e The End. In seguito produsse il fragoroso omonimo album d'esordio degli The Stooges. Partecipò al secondo disco di Nick Drake, Bryter Layter, suonando la viola in due canzoni dell'album, Northern Sky e Fly.
Nel 1970, oltre alla sua carriera come produttore, Cale iniziò a registrare i suoi album da solista. Il primo disco, Vintage Violence, a dispetto del titolo contiene musiche folk-pop, abbastanza lontane dallo stile sperimentale mostrato nei Velvet Underground. In seguito, collaborò con il compositore minimalista Terry Riley, alla composizione strumentale Church of Anthrax. I suoi esperimenti con la musica colta continuarono nel 1972 con il secondo album da solista The Academy in Peril.
Nel 1972, firmò un contratto con la Reprise Records. The Academy in Peril fu appunto il primo progetto sviluppato per la Reprise. Il disco seguente Paris 1919 (1973) è un ritorno a uno stile rock più convenzionale. Album dai testi criptici e dagli arrangiamenti barocchi, è ritenuto dalla critica una delle sue vette.
Il lavoro di Cale come produttore continuò nel 1974 quando firmò per la Island, occupandosi dei dischi di Squeeze, Patti Smith, The Modern Lovers e Sham 69. Durante questo periodo, lavorò anche come scopritore di talenti per la Island.
Ristabilitosi in Gran Bretagna, Cale sfornò una serie di album che si muovevano in una nuova direzione. Le sue opere divennero tetre e dark, spesso portatrici di un senso di aggressività latente e morbosa. La trilogia discografica - Fear, Slow Dazzle, e Helen of Troy venne registrata con altri artisti della scuderia Island come Phil Manzanera e Brian Eno dei Roxy Music, e Chris Spedding. Questa fase della carriera musicale di Cale è emblematicamente rappresentata dalla sua disturbante cover del classico di Elvis Presley Heartbreak Hotel, contenuta sia nel disco Slow Dazzle che nell'album live June 1, 1974, registrata con Kevin Ayers, Nico ed Eno, e dalla sua performance in Leaving It Up To You, un selvaggio attacco ai mass media originariamente contenuto nel disco Helen of Troy (1975), ma presto eliminato dalle successive ristampe dell'album forse a causa dei riferimenti nella canzone all'omicidio di Sharon Tate.
Nel 1977, pubblicò l'EP Animal Justice. Le sue esibizioni dal vivo, spesso fragorose, abrasive e controverse ben si associavano alla nascente scena punk rock. Cale iniziò a indossare sul palco una maschera da hockey su ghiaccio (vedere la copertina della raccolta Guts del 1977). Questo suo look anticipò di diversi anni Venerdì 13, dove Jason Voorhees, il coriaceo cattivo della serie, sfoggia una identica maschera. Durante un concerto, decapitò un pollo con una mannaia, e il suo gruppo lasciò il palco in segno di protesta. Il batterista di Cale, un vegetariano convinto, fu così disturbato dall'evento da lasciare la band. Cale successivamente ammise che questi suoi atteggiamenti provocatori dell'epoca erano da ricondursi a un massiccio utilizzo di cocaina.
Nel dicembre 1979, il legame di Cale con l'etica punk culminò con la pubblicazione dell'album Sabotage/Live. Il disco, registrato dal vivo al CBGB in giugno, contiene aggressive performance vocali e strumentali.

### Anni ottanta
Nel 1981, Cale passò alla A&M Records e tentò di svoltare verso un suono più commerciale con l'album Honi Soit. Andy Warhol si occupò della grafica di copertina, il design era in bianco e nero, ma contro la volontà di Warhol, Cale la volle far colorare. Il nuovo corso non ebbe successo, e il suo rapporto con la A&M terminò. Ai tempi, Cale sposò la sua terza moglie, Rise Irushalmi. (I suoi primi due matrimoni erano stati rispettivamente con Betsey Johnson e con Cynthia Wells, meglio conosciuta come "Miss Cynderella" delle The GTOs).
Quindi firmò un accordo con la Ze Records, etichetta che aveva contribuito a creare e che aveva assorbito la Spy Records, casa discografica che Cale aveva fondato insieme a Jane Friedman. L'anno dopo, Cale pubblicò Music for a New Society. Passato quasi inosservato, il disco è oggi ritenuto dalla critica il capolavoro solista di Cale e tra i dischi più innovativi e visionari dell'epoca, sorta di tetro saggio sui possibili sviluppi futuri della canzone rock, realizzato con uno stile fortemente destrutturato e angosciante.
L'album seguente, Caribbean Sunset, sempre su Ze Records, è un lavoro più accessibile rispetto a Music for a New Society, ma per certi versi ancora votato alla sperimentazione sonora. Il disco non è mai stato ristampato in CD.
In un ultimo tentativo di raggiungere il successo commerciale, Cale registrò l'album Artificial Intelligence per la Beggars Banquet records. Il disco, scritto in collaborazione con Larry "Ratso" Sloman, è caratterizzato dal suono dei sintetizzatori e della batteria elettronica e da atmosfere molto pop. Purtroppo per Cale, anche questo tentativo di sfondare non ebbe successo, nonostante la temporanea celebrità che si guadagnò il singolo estratto dall'album Satellite Walk.

### Anni novanta e duemila

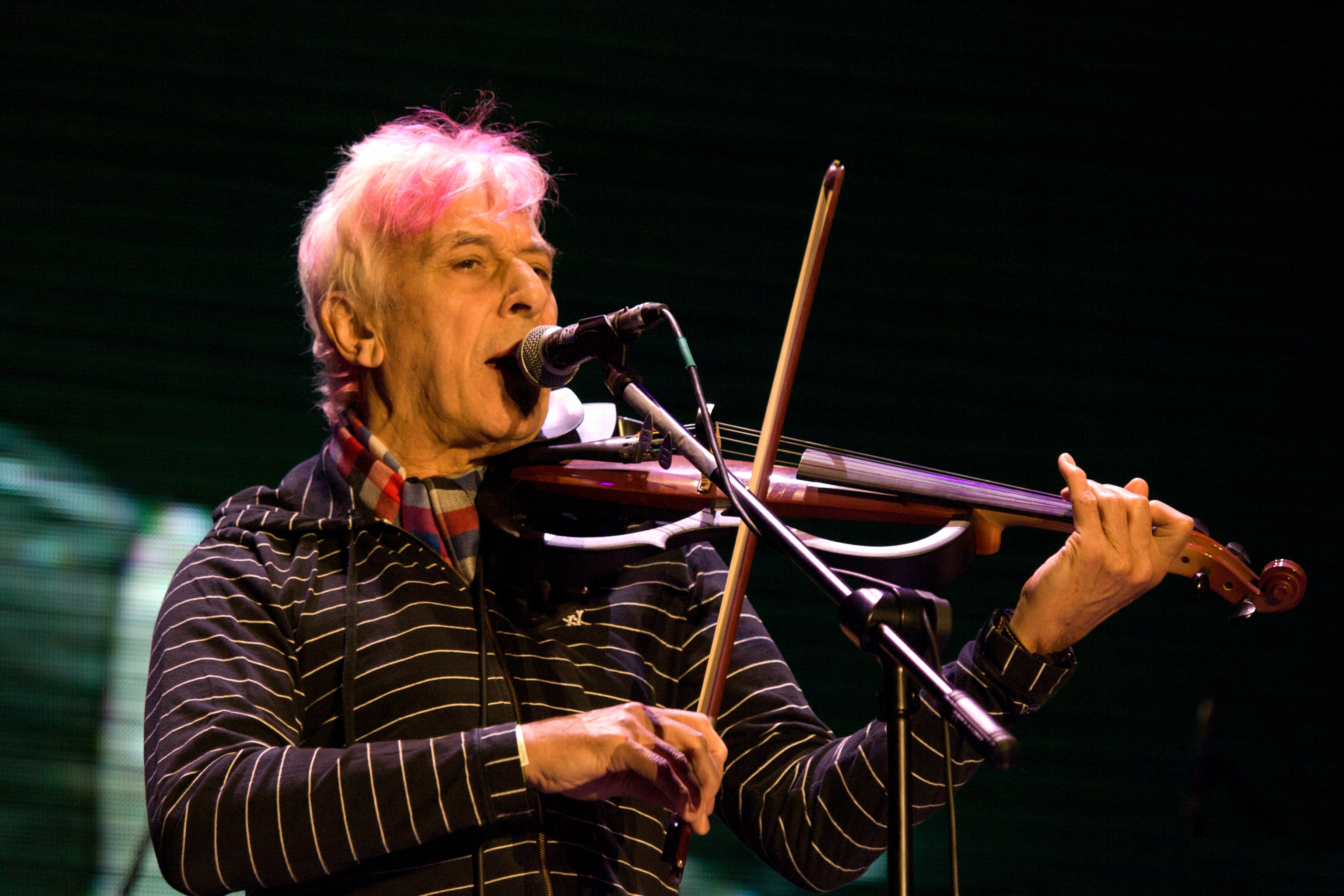
John Cale (2010)

Nel 1990 con Lou Reed pubblicò Songs for Drella, album commemorativo del comune amico e mentore Andy Warhol; fu infatti Warhol il promotore del loro progetto artistico: sua la paternità della scelta del nome del gruppo, sua la famosa copertina con la banana "sbucciabile", probabilmente sua l'idea di associare al gruppo l'algida voce di Nico.
Nel 2000 firma la colonna sonora del film American Psycho
Nel 2001 partecipa alla produzione dell'album In'tla piola del poeta-arpista italiano Francesco Benozzo, registrato e prodotto in Galles dalla Sain Records.
Nel 2003 torna a pubblicare nuovo materiale con l'album HoboSapiens, questa volta influenzato dalla musica elettronica moderna e dall'alternative rock. Il disco ricevette buoni consensi e venne co-prodotto da Cale insieme a Nick Franglen dei Lemon Jelly. Al disco fece seguito nel 2005 l'album BlackAcetate.
Ancora in piena attività dopo oltre 40 anni, John Cale ha dato alle stampe recentemente una raccolta live (Circus Live, 2007), che lo ha impegnato in un grande tour europeo, con le due tappe italiane di Milano e Urbino (Territorio Musicale).

## Discografia

### Con i Velvet Underground
- The Velvet Underground & Nico (MGM) marzo 1967
- White Light/White Heat (Verve) gennaio 1968
- VU (Verve, outtakes compilation) febbraio 1985
- Another View (Verve, outtakes compilation) settembre 1986
- Live MCMXCIII (Sire) novembre 1993
- Peel Slowly and See (Polydor, box set) settembre 1995
- Loaded (Fully Loaded Edition) (Rhino Records) 1997†
- The Very Best of The Velvet Underground (Polydor, compilation) aprile 2003

### Solista
- Vintage Violence (Columbia) dicembre 1970
- The Academy in Peril (Reprise) aprile 1972
- Paris 1919 (Reprise) marzo 1973
- Fear (Island) settembre 1974
- Slow Dazzle (Island) marzo 1975
- Helen of Troy (Island) novembre 1975
- Guts (compilation) (Island) febbraio 1977
- Animal Justice mini-lp (Illegal Records) 1977
- Sabotage/Live (IRS) dicembre 1979
- Honi Soit marzo 1981
- Music for a New Society (Ze) agosto 1982
- Caribbean Sunset (Ze) giugno 1983
- John Cale Comes Alive (Ze) settembre 1984
- Artificial Intelligence (Beggars Banquet) novembre 1985
- Words for the Dying (Opal/Warner Bros.) ottobre 1989
- Even Cowgirls Get the Blues (live) (ROIR) 1991
- Paris S'eveille, Suivi d'Autres Compositions (OST) (Crepuscule) novembre 1991
- Fragments of a Rainy Season (live) (Hannibal) ottobre 1992
- 23 solo pieces pour la naissance de l'amour (Crepuscule) novembre 1993
- N'oublie pas que tu vas mourir (Crepuscule) 1994
- Seducing Down the Door (compilation) (Rhino) 1994
- Antartida (OST) (Crepuscule) 1995
- Walking on Locusts (Hannibal) settembre 1996
- Eat/Kiss: Music for the Films of Andy Warhol (Hannibal) giugno 1997
- Somewhere in the City (OST) agosto 1998
- The Unknown (OST) (Crepuscule) 1999
- Le vent de la nuit (OST) (Crepuscule) marzo 1999
- Close Watch: An Introduction to John Cale (compilation) - 1999
- 5 Tracks (EP) (EMI) maggio 2003
- HoboSapiens (EMI) ottobre 2003
- Process (OST) (Syntax) luglio 2005
- blackAcetate (EMI) ottobre 2005
- Jumbo (In the Modern World) (singolo) (EMI) luglio 2006
- Circus Live (live) (EMI) febbraio 2007
- Shifty Adventures in Nookie Wood (Double Six) 2012
- M:FANS (Double Six) 2016
- Mercy (Double Six) 2023
- Poptical Illusion (Domino) 2024

### Collaborazioni
- Church of Anthrax (con Terry Riley) (Columbia) aprile 1971
- June 1, 1974 (con Kevin Ayers, Brian Eno, Nico) (Island) 1974
- Songs for Drella (con Lou Reed) (WEA) aprile 1990
- Wrong Way Up (con Brian Eno) (All Saints) ottobre 1990
- Last Day on Earth (OST, con Bob Neuwirth) (MCA) maggio 1994
- Le Bataclan '72 (con Lou Reed & Nico) 2004
- Auto-Intoxication (con Manic Street Preachers) (Sony Music) settembre 2010

### Come produttore
- The Stooges (dei The Stooges) (Elektra) 1969
- The Marble Index (di Nico) 1969
- Desertshore (di Nico) 1970
- Bryter Layter (di Nick Drake) 1970
- Horses (di Patti Smith) (Arista) 1975
- The Modern Lovers (The Modern Lovers) (Home of the Hits) 1976
- Squirrel and G-Man Twenty Four Hour Party People Plastic Face Carnt Smile (White Out) (degli Happy Mondays) 1987
- Louise Féron (di Louise Féron) (Virgin) 1991